# Versailles (Pennsilvània)
Versailles és una població dels Estats Units a l'estat de Pennsilvània. Segons el cens del 2000 tenia 1.724 habitants.

## Demografia
Segons el cens del 2000, Versailles tenia 1.724 habitants, 852 habitatges, i 442 famílies. La densitat de població era de 1.358,4 habitants/km².
Dels 852 habitatges en un 18,8% hi vivien nens de menys de 18 anys, en un 38,7% hi vivien parelles casades, en un 9,9% dones solteres, i en un 48,1% no eren unitats familiars. En el 42% dels habitatges hi vivien persones soles el 24,3% de les quals corresponia a persones de 65 anys o més que vivien soles. El nombre mitjà de persones vivint en cada habitatge era de 2,02 i el nombre mitjà de persones que vivien en cada família era de 2,8.
Per edats la població es repartia de la següent manera: un 17,1% tenia menys de 18 anys, un 5,3% entre 18 i 24, un 27,7% entre 25 i 44, un 23,1% de 45 a 60 i un 26,9% 65 anys o més.
L'edat mediana era de 45 anys. Per cada 100 dones de 18 o més anys hi havia 81 homes.
La renda mediana per habitatge era de 24.552 $ i la renda mediana per família de 36.184 $. Els homes tenien una renda mediana de 29.242 $ mentre que les dones 24.464 $. La renda per capita de la població era de 15.889 $. Entorn del 10,2% de les famílies i el 16,6% de la població estaven per davall del llindar de pobresa.

## Poblacions més properes
El següent diagrama mostra les poblacions més properes.